# Fiat 401
Le Fiat 401 est un autobus urbain, produit par le constructeur italien Fiat Bus à partir de 1953.
Ce véhicule inaugure une nouvelle génération d'autobus avec la série 400, nouvelle classification des autobus urbains du groupe Fiat.
Le Fiat 401, lancé en 1953, présente une énorme avancée technique dans la conception de ce type de véhicules. Contrairement à ses prédécesseurs et concurrents de l'époque, il n'est pas conçu sur la base d'un châssis de camion, mais sur un châssis spécifiquement conçu pour un usage autobus et autocar. L'accès à bord, beaucoup moins haut, s'en trouve grandement facilité.
Ce bus urbain a connu un gros succès commercial. Sa robustesse légendaire et ses caractéristiques mécaniques de fiabilité feront qu'il restera en service pendant plus de 20 ans. Nombreux sont les véhicules usagés qui ont été exportés vers l'Afrique notamment. Il bénéficiait d'un système de ventilation et de chauffage très efficace de l'habitacle.
Ce modèle fut le premier à offrir en série la direction assistée et une boîte de vitesses semi-automatique Marelli-Fiat pour le chauffeur mais gardait le moteur placé à l'avant, avec un coffre proéminent à côté du poste de conduite situé à droite, comme l'imposait le code de la route italien de l'époque.
Comme de coutume en Italie, le Fiat 401, en plus de la version constructeur avec carrosserie "CANSA" du nom de l'usine où était produit le véhicule, était également disponible avec plusieurs carrosseries conçues et réalisées par les carrossiers spécialisés comme Casaro, Viberti, Aerfer, etc.
Il ne sera décliné qu'en une seule version disposant du moteur Fiat 203 de 10.676 cm3 développant 150 CV à 2000 tours par minute jusqu'en 1958, lorsqu'il sera remplacé par le Fiat 402. 
Fiat en a dérivé un trolleybus baptisé, selon le code interne Fiat, en ajoutant le chiffre "2" devant celui du modèle avec motorisation diesel, Fiat 2401.